# Sarita Baracat
Sarita Baracat de Arruda (Várzea Grande, 29 de dezembro de 1930 – 10 de outubro de 2017) foi uma professora, advogada e contadora. Teve destaque na política, atuando como vereadora, prefeita, deputada estadual e secretária do Estado.

## Biografia
De ascendência síria, Sarita, filha de Miguel Baracat e Warda Zain, estudou os primeiros anos no Grupo Escolar Pedro Gardéz, em Várzea Grande. Da 5ª a 8ª série frequentou o Colégio Estadual de Cuiabá, atual Liceu Cuiabano, finalizando com o Magistério na Escola Pedro Celestino, em Cuiabá. Casou-se, em 1960, com Emanuel Benedito de Arruda com quem teve dois filhos: o jornalista Fernando César Baracat de Arruda e o ex-deputado Ernandy Maurício Baracat de Arruda, respectivamente conhecidos como Fernando e Nico Baracat. Nico devido a um acidente de carro faleceu em 2012.

## Trajetória Profissional
Sua primeira ocupação foi como tesoureira da Prefeitura de Várzea Grande, em 1950, aos 20 anos, alcançando assim a chefia do cargo em poucos meses de trabalho. Além disso, exerceu o magistério ministrando aulas de sociologia, história e geografia.
Em 1957, através de um convite de suas amigas para se candidatar à Câmara Municipal dos Vereadores de Várzea Grande, fez sua estreia na política concorrendo como vereadora, sendo a mais votada na então eleição. 
Já em 1966, após a desistência do candidato oficial do Arena durante a campanha para assumir a Prefeitura de Várzea Grande, Sarita Baracat, então presidente do partido, precisou entrar na disputa no lugar do antigo concorrente. Obteve êxito, tornando-se a primeira prefeita de sua cidade natal e a segunda mulher a exercer o cargo no estado de Mato Grosso. 
De 1979 a 1983, exerceu o cargo de deputada estadual pós divisão do estado de Mato Grosso, durante esse período participou de várias comissões permanentes.

## Legado
O legado que Sarita Baracat deixou na política foi de extrema importância para a independência das mulheres pois pavimentou o caminho para que muitas outras mulheres a sucedessem na política estadual, sendo assim, um exemplo de protagonismo feminino para as futuras gerações.
Sua trajetória marcou a história de Várzea Grande. No período em que exerceu o mandato como prefeita da cidade teve grandes feitos como as obras da rede de abastecimento de água tratada e da iluminação pública.